# Народни оркестар Радио-телевизије Србије
Народни оркестар Радио телевизије Србије  основан је 1934. године, као мањи састав који је током година под управом Драгића Обреновића, Властимира Павловића Царевца и Миодрага Радета Јашаревића прерастао у Велики народни оркестар којим је руководио Божидар Боки Милошевић, а данас постоји под називом Народни оркестар РТС-а под управом Владе Пановића.

## Историјат и успеси
Велики народни оркестар је 1981. године трансформисан у Народни оркестар РТС под управом Љубише Павковића, који се на челу овог ансамбла налазио до 2010. године и Народни ансамбл РТС под управом Бранимира Ђокића, који је ансамбл предводио до 2015. године. Народни оркестар негује српско музичко-фолклорно наслеђе, као и музику осталих балканских народа, а чине га врхунски солисти и оркестарски музичари. Оркестар је годинама узимао учешће на скоро свим фестивалима народне музике у Србији (Београдски сабор, Београдско пролеће, Први глас Србије, МЕСАМ...). Поред тога, учествовао је у чувеним емисијама Радио Београда: „Село весело“, „Драговање“, „Караван“ и емисијама телевизије Београд: „Фолк Парада“, „Фолк мајстори“, „Лети, лети песмо моја мила“, „Једна песма, једна жеља“, и другим. Током дугогодишњег постојања Народни оркестар РТС остварио је велики број награда и признања учествујући на највећим музичким манифестацијама у земљи и иностранству. Добитник је признања за 2007. годину од Културне заједнице Београда „Златни беочуг“ као и Вукове награде за 2022. У фонотеци Радио Београда чувају се бројни снимци народних песама и игара у извођењу Народног оркестра РТС, а који представљају музичко благо непроценљиве вредности.